# The 4th Floor
The 4th Floor är en amerikansk film från 1999 i regi av Josh Klausner. I huvudrollen syns Juliette Lewis.

## Handling
Jane Emelin flyttar in i en lägenhet i ett gammalt hyreshus. Hennes faster hade lägenheten förut, och hon dog under mystiska omständigheter. Dock verkar det vara ett lugnt och fridsamt område, och Jane tror att hon kommer att trivas i lägenheten.
Men snart förvandlas hennes tillvaro till en riktig mardröm, då en av grannarna börjar trakassera henne. Jane försöker prata med grannen, men denne vägrar lyssna. Då vänder hon sig till hyresvärden, men får ingen hjälp där heller. Ingen verkar lyssna på henne. Hur ska hon kunna få lugn och ro?

## Rollista
| Juliette Lewis   | – Jane Emelin    |
| William Hurt     | – Greg Harrison  |
| Shelley Duvall   | – Martha Stewart |
| Austin Pendleton | – Albert Collins |
| Tobin Bell       | – Låssmeden      |
| Artie Lange      | – Jerry          |
| Sabrina Grdevich | – Cheryl         |
| Lorna Millican   | – Mrs. Bryant    |
| George Pottle    | – Mr. Bryant     |
| Robert Costanzo  | – Utrotare       |